# Diego Rodríguez Lucero
Diego Rodríguez Lucero (* nach 1450 in Moguer; † 28. Dezember 1534 in Sevilla) war Inquisitor der Spanischen Inquisition. Von seinen Zeitgenossen wurde er Lucero el Tenebroso (der Finstere) genannt.

## Herkunft, Ausbildung und erstes Amt
Diego Rodríguez Lucero stammte aus einer Familie von Geistlichen und hohen Beamten. Seine Eltern waren Juan Lucero und Marina Rodríguez. Er schloss seine Hochschulausbildung als Bachiller en Leyes und Licenciado en Teologia ab. Im Jahr 1492 hatte er das Amt des Maestrescuela (Leiter der Domschule, Mitglied des Domkapitels) an der Kathedrale von Almería.

## Erste Tätigkeit als Inquisitor
Diego Rodríguez Lucero begann seine Tätigkeit als Inquisitor im Jahr 1495 in Jerez de la Frontera, das im Gebiet des Tribunals von Córdoba lag. Die Chroniken berichten, dass man später vermutete, dass bereits bei dem Tribunal in dieser Stadt eine Neigung zu gefälschten Aussagen bemerkt wurde. 1499 wurde Diego Rodríguez Lucero nach Granada, das auch im Gebiet des Tribunals von Córdoba lag, versetzt.

## Tätigkeit als Inquisitor in Córdoba
Am 7. September 1499 wurde Diego Rodríguez Lucero das Amt eines der drei Inquisitoren des Tribunals in Córdoba verliehen. Am 13. Februar 1501 hielt er sein erstes öffentliches Autodafé in Córdoba ab, bei dem die Todesurteile über 80 Personen verkündet wurden, die man dann auf dem Scheiterhaufen verbrannte. Wenige Tage später übergab er weitere 50 Personen an den weltlichen Arm der Justiz, um die Todesstrafe durch Verbrennen vollstrecken zu lassen. Viele der verdächtigten und angeklagten Personen waren Teil der kirchlichen und städtischen Hierarchie und des Adels. Es gab sofort Proteste bei Königin Isabella und König Ferdinand. Die Beschwerden über die willkürlichen Aktionen Luceros bewirkten einen ersten Besuch von Vertretern des Consejo de la Suprema y General Inquisición der obersten Verwaltungs- und Aufsichtsbehörde der Spanischen Inquisition. Dieser Besuch blieb ohne Folgen. „Lucero el Tenebroso“ hielt am 30. April 1502 erneut ein Autodafé ab, bei dem die Todesurteile über 27 Personen verlesen wurden. Im Verlauf des Jahres 1503 ließen die beiden Inquisitoren Lucero und Bravo in Córdoba mehr als 400 Personen festnehmen, während der dritte Inquisitor des Tribunals, Hernando Niño, an Königin Isabella schrieb, um sich über das Vorgehen seiner Kollegen zu beschweren.
Am 22. Dezember 1504 hielt das Tribunal von Córdoba ein Autodafé ab, das als eines der schaurigsten und grausamsten in der gesamten Geschichte der Inquisition gilt. Es wurden die Urteile über 267 Angeklagte verlesen, von denen 107 zum Tod auf dem Scheiterhaufen verurteilt wurden. Ihnen wurde vorgeworfen, falsche Christen zu sein, Conversos, die, obwohl sie getauft wurden, die jüdischen Riten weiter praktizierten.
Am 26. November 1504 starb Königin Isabella. König Ferdinand übernahm in Kastilien die Regentschaft für seine Tochter Johanna, die sich in den Burgundischen Niederlanden aufhielt. Ferdinand nahm vorerst keine Veränderungen bei der Organisation und Ämterbesetzung der Spanischen Inquisition vor.

## Ermittlungen gegen Hernando de Talavera
1505 beabsichtigte Diego Rodríguez Lucero einen Prozess gegen den weit über siebzigjährigen Erzbischof von Granada Hernando de Talavera zu führen. Hernando de Talavera war von 1475 bis 1492 Beichtvater der Königin Isabella. In dieser Zeit war er auch ihr politischer Berater und kümmerte sich u. a. 1480 im Auftrag des Königspaares darum, den Beschluss der Cortes von Toledo zur Rückübereignung zu Unrecht empfangener Güter durchzuführen. Dadurch hatte er sich einige Feinde im Adel gemacht.
Da für ein Inquisitionsverfahren gegen einen Bischof die Zustimmung des Papstes erforderlich war, richteten sich die Maßnahmen Diego Rodríguez Luceros vorerst gegen die Schwester und die Nichten und den Neffen des Erzbischofs, die im Frühjahr 1506 in einer spektakulären Aktion festgenommen wurden. König Ferdinand wies am 13. Juni 1506 seinen Botschafter in Rom, Francisco de Rojas, an, alle notwendigen Formalitäten zu erledigen, um die Zustimmung des Papstes zur Durchführung eines Prozesses gegen den Erzbischof von Granada zu erhalten. Der weitere Verlauf der Angelegenheit ist bis zum November 1506 nicht genau durch Urkunden belegt.
In der Bulle „Exponi nobis“ vom 30. November 1506 beauftragte Papst Julius II. seinen Nuntius in Spanien, Giovanni Ruffo dei Theodoli (Juan Rufo), ihm mehr Informationen zu der Angelegenheit zu beschaffen. Gleichzeitig drückte er aber sein Bedauern darüber aus, dass auf verschiedene Art versucht würde, das Wirken des ehrwürdigen Bruders Hernando für den Glauben und die Religion sowie seine heilige und rechtschaffene Lebensführung durch falsche Zeugenaussagen und Verleumdungen zu beflecken. Der päpstliche Nuntius bat einige prominente Personen, die Kontakte zu dem Erzbischof von Granada hatten, um Stellungnahmen. Das Domkapitel, der Generalkapitän von Granada Íñigo López de Mendoza y Quiñones und besonders der frühere Hofkaplan der Königin Isabella, Petrus Martyr von Anghiera setzten sich mit Nachdruck für Hernando de Talavera ein. Die Informationen, die der Nuntius an Julius II. übermittelte, wurden in Anwesenheit des Papstes, des Bischofs von Burgos sowie vieler Kardinäle und Prälaten verlesen. Der Papst ordnete an, dass die Angehörigen Hernando de Talaveras ohne Verzögerung freizulassen seien Hernando de Talavera erfuhr von der Entscheidung kurz vor seinem Tod am 14. Mai 1507. Das Ergebnis der Untersuchung des päpstlichen Nuntius war ein empfindlicher Schlag gegen den Inquisitor Diego Rodríguez Lucero und indirekt gegen den Generalinquisitor Diego Deza, der ihn unterstützt hatte.

## Entlassung durch König Philipp
Als das neue kastilische Königspaar Johanna und Philipp am 25. April 1506 La Coruña erreichte, schickte es eine Verfügung an den Generalinquisitor Diego de Deza, in der es anordnete, dass die Tätigkeit der Inquisitionstribunale vorerst einzustellen sei. Im Monat Juli 1506 zwang König Philipp den Generalinquisitor zum Rücktritt. Darüber hinaus beabsichtigte er, Positionen in der Organisation der Spanischen Inquisition neu zu besetzen. Am 25. September 1506 starb Philipp. Daraufhin kehrten alle durch Philipp Entlassenen in ihre Ämter zurück.

## Aufstand
Der wieder eingesetzten Inquisitor reagierte mit einer Festnahmewelle gegen die Mitglieder der städtischen Elite von Córdoba, die König Philip unterstützt hatten und damit nach Ansicht des Inquisitors den Kampf gegen das Ketzertum verhinderten. Innerhalb kurzer Zeit wurden etwa 400 Personen im Gefängnis des Alcázar de los Reyes Cristianos in Córdoba inhaftiert. Am 6. November 1506 reagierte die Bevölkerung mit einem Aufstand gegen die Inquisition. Anführer waren Adelige der Stadt und des Umlandes. Sie wurden von angesehenen Klerikern unterstützt. Die Räume der Inquisition im Alcázar wurden gestürmt und der größte Teil der Gefangenen befreit. Diego Rodríguez Lucero war Stunden vor den Begebenheiten durch eine Hintertür aus dem Alcázar geflüchtet.

## Congregación católica
Am 6. Dezember 1506 schickten der Stadtrat von Córdoba und das Domkapitel Schreiben an Königin Johanna und an König Ferdinand, den zukünftigen Regenten von Kastilien. Darin forderten sie die Absetzung Diego Rodríguez Luceros als Inquisitor. Der Generalinquisitor Diego de Deza wollte nicht nachgeben und versteifte sich darauf, ihn zu verteidigen. Die Haltung des Generalinquisitors wurde von König Ferdinand, nicht gebilligt. Diego de Deza musste von dem Amt des Generalinquisitors zurücktreten. König Ferdinand schlug Papst Julius II. die Ernennung des Erzbischofs von Toledo Francisco Jiménez de Cisneros, zum Generalinquisitor von Kastilien vor. Im Oktober 1507 ordnete Francisco Jiménez de Cisneros die Festnahme Diego Rodríguez Luceros und aller verdächtiger Zeugen an. Sie wurden in das Gefängnis in Burgos gebracht. Um die Vorfälle bei der Inquisition in Córdoba zu untersuchen, berief Kardinal Francisco Jiménez de Cisneros ein Gremium nach Burgos ein, das die Bezeichnung Católica y Venerable Congregación (Congregación católica) trug. Diese Versammlung von 22 hochgestellten Persönlichkeiten der Kirche, der Staatsverwaltung und der Richterschaft führte in der Zeit vom 1. Juni bis zum 10. Juli 1508 intensive Untersuchungen durch, um das Vorgehen der Inquisition in Córdoba 1499 – 1506 aufzuklären. Das Ergebnis der Beratungen wurde am 1. August 1508 in Valladolid mit großer Prachtentfaltung, wie es bei großen Autodafés üblich war, in Anwesenheit König Ferdinands öffentlich verkündet. Der größte Teil der Urteile des Tribunals wurde für ungültig erklärt und eine Wiedergutmachung, soweit sie möglich war, angeordnet.
Diego Rodríguez Lucero wurde aus dem Amt entfernt und untersagt, jemals wieder an einem Inquisitionsverfahren teilzunehmen. Es wurde ihm gestattet, seine Stelle als Mitglied des Domkapitels in Sevilla wahrzunehmen. In dieser Stadt starb er am 28. Dezember 1534.